# Woodruff (Caroline du Sud)
Pour les articles homonymes, voir Woodruff.
Woodruff est une ville du comté de Spartanburg dans l’État de Caroline du Sud, aux États-Unis. La commune compte 4 090 habitants en l’an 2010.

## Démographie
| 1880 | 1890 | 1900 | 1910  | 1920  | 1930  |
| ---- | ---- | ---- | ----- | ----- | ----- |
| 254  | 380  | 596  | 1 880 | 2 396 | 3 175 |

| 1940  | 1950  | 1960  | 1970  | 1980  | 1990  |
| ----- | ----- | ----- | ----- | ----- | ----- |
| 3 508 | 3 831 | 3 679 | 4 690 | 5 171 | 4 365 |

| 2000  | 2010  | - | - | - | - |
| ----- | ----- | - | - | - | - |
| 4 229 | 4 090 | - | - | - | - |